# Municipio de Center (condado de Dearborn)
El municipio de Center (en inglés, Center Township) es una subdivisión administrativa del condado de Dearborn, Indiana, Estados Unidos. Según el censo de 2020, tiene una población de 5027 habitantes.

## Geografía
Está ubicado en las coordenadas 39°3′18″N 84°54′31″O / 39.05500, -84.90861. Según la Oficina del Censo de los Estados Unidos, tiene una superficie total de 29.4 km², de la cual 27.9 km² corresponden a tierra firme y 1.5 km² es agua.

## Demografía
Según el censo de 2020, hay 5027 personas residiendo en la zona. La densidad de población es de 180.1 hab./km². El 93.32% de los habitantes son blancos, el 0.88% son afroamericanos, el 0.26% son amerindios, el 0.20% son asiáticos, el 0.02% es isleño del Pacífico, el 0.58% son de otras razas y el 4.75% son de una mezcla de razas. Del total de la población, el 1.97% son hispanos o latinos de cualquier raza.